# PornoTube
PornoTube是一个依靠广告运作的色情网站，免费提供露骨性行为的声音、照片以及影片。

## 背景
网站允许用户上传自己制作的色情内容。和YouPorn一样，它是互联网上访问最多的色情网站之一，被誉为网络色情的重要发展里程碑之一。 网站提供业余色情，其他色情网站的视频，以及男女色情片、男男色情片和女女色情片等常规色情影片中截取的片段。
PornoTube于2006年7月由位于北卡罗来纳州夏洛特市的AEBN公司所创建。PornoTube的一个最大的竞争对象是在2006年8月创立的YouPorn网站。根据Alexa排名，YouPorn的排名已经超越了PornoTube。 PornoTube和YouPorn对于传统付费色情网站、杂志和影碟造成了重大的威胁和竞争。
有机构对于无法确认网站上的视频中出演的演员年龄，具有版权的视频被上传到网站上的可能性，以及性爱录像带在未征得所有当事人的同意下被上传到网站上所带来的可能的隐私冒犯表示担忧。
PornoTube于2006年年尾由于布蘭妮·斯皮爾斯和凯文·费德林的性爱录像带出现在网站上而备受媒体的关注。